# Старонова синагога
Староновата синагога (на чешки: Staronová synagoga; на немски: Altneu-Synagoge) в Прага е най-старата действаща синагога в Европа.
Разположена е в пражкия еврейски квартал Йозефов (Josefov). Строителството на сградата, извършено от кралски каменоделци, приключва през 1270 г. Първоначално е наричана Нова или Голяма синагога. По-късно, с построяването на все по-нови синагоги в града, започват да я наричат Старо-нова синагога.
Синагогата е сред първите готически сгради в Прага. Главната зала има 2 нефа и 2 широки колони с 6 сводести просвета. Съгласно ортодоксалния обичай местата за мъже и за жени по време на службата са разположени отделно: жените седят във външна стая с малки прозорци към главното помещение.
В неголям парк зад синагогата е поставена бронзова скулптура на Мойсей на скулптора Ф. Билек от 1905 година.